# فريد شفييف
فريد شفييف (بالأذربيجانيَّة: Fərid Şəfiyev) (عام 1969، مدينة باكو، جمهورية أذربيجان الاشتراكية السوفيتية) - دبلوماسي، رئيس مجلس إدارة مركز تحليل العلاقات الدولية منذ 19 فبراير 2019. 
 السفير فوق العادة ومفوض لجمهورية أذربيجان.

## سيرته
ولد فريد شفييف في مدينة باكو عام 1969. تخرج من كلية التاريخ بجامعة باكو الحكومية بين 1989-1994. حصل على درجة الماجستير على الإدارة العامة من كلية كينيدي العامة  لجامعة هارفارد من 2002 إلى 2003.
واصل فريد شفييف تعليمه في جامعة كارلتون وحصل على درجة دكتوراه في التاريخ من 2009 إلى 2015.

## مشواره المهنية
منذ 1996 عمل فريد شفييف في  وزارة الخارجية لجمهورية أذربيجان.
وكما من 1998 إلى 2001 عمل في تمثيل أذربيجان لدى الأمم المتحدة.
منذ 22 مايو 2009 فريد شفييف هو سفير فوق العادة ومفوض لجمهورية أذربيجان. 
بين 2009-2014 كان سفيراً فوق العادة ومفوضاً لأذربيجان لدى كندا، وفي الفترة 2014-2019 في جمهورية التشيك.
وفي الفترة من 26 مايو 2011 إلى 9 يوليو 2014 كان فريد شفييف ممثل دائم لجمهورية أذربيجان لدى منظمة الطيران المدني الدولي.
في 19 فبراير عام 2019 عين رئيس أذربيجان إلهام علييف فريد شافييف رئيسا لمجلس إدارة مركز تحليل العلاقات الدولية.